# CORSIA
CORSIA (acronyme de l'anglais Carbon Offsetting and Reduction Scheme for International Aviation, en français « Régime de compensation et de réduction de carbone pour l’aviation internationale ») est un régime mondial de mesures basées sur le marché destiné à compenser la fraction des émissions de CO2 des vols internationaux excédant leur niveau de 2020. Il oblige les exploitants d'avions assujettis à acheter des crédits carbone. Il a été adopté en octobre 2016 par la 39e assemblée de l'Organisation de l'aviation civile internationale (OACI). Il fait partie d'un panier de mesures visant à réduire les émissions du transport aérien par l'introduction de nouvelles technologies pour réduire la consommation des avions, l'amélioration des opérations et l'utilisation de carburants alternatifs durables.
CORSIA fait l'objet de critiques quant à sa performance, son efficacité et aux problèmes liés à l'utilisation des biocarburants. Il ne porte que sur les vols internationaux, ne concerne que les émissions de CO2 et s'applique seulement sur la fraction dépassant les niveaux de l'année 2020. Il fonctionne sur volontariat jusqu'en 2026 et seuls 81 états représentant 77 % de l'activité aérienne internationale se portent volontaires avant 2021. En juillet 2021, le nombre de ces pays participants se porte à 104, puis à environ 130 en 2025.

## Contexte
Selon le rapport du GIEC consacré à l'aviation, publié en 1999, l'aviation représentait en 1992 environ 2 % des émissions anthropiques mondiales de carbone. Ce chiffre a depuis été revu à la hausse, notamment par l'Agence internationale de l'énergie, car l'aviation en 2015 consommait, pour les seuls vols, 7,5 % du pétrole mondial (288 Mtep). En multipliant ce chiffre par le coefficient de la Base Carbone de l'Ademe (3,642 tCO2/tep), qui tient compte des émissions « grises » des phases d'extraction et de transport du pétrole, puis du raffinage en kérosène, le transport aérien émettait (en 2015) 1 049 millions de tonnes de CO2, soit 3,2 % des émissions mondiales des combustibles (32 294 millions de tonnes cette année là).
À cela s'ajoutent les effets des oxydes d'azote, qui interagissent aussi avec le climat en tant que précurseurs de l'ozone, autre gaz à effet de serre à vie courte, mais puissant, et l'influence des cirrus, à l'effet de serre bref mais important de même. En outre, le GIEC et d'autres ont souligné que les impacts climatiques des émissions de l'aviation sont aussi problématiques par leurs interactions chimiques à haute altitude : l'impact du forçage radiatif dû aux émissions de l'aviation est de deux et quatre fois plus grand que celui des émissions directes de CO2.
Les émissions de l'avion par personne sont alors parmi celles les plus élevées des transports. L'industrie s'attend encore à une croissance rapide du transport aérien, passant de 3,8 milliards de passagers en 2016 à 7,2 en 2035, menée particulièrement par l'Asie-Pacifique et les BRIC, la Chine étant déjà passée de 298 à 999 millions de passagers entre 2006 et 2016. De fait, l'aviation est l'un des secteurs qui connaît la croissance la plus rapide, avec des émissions CO2, de 1990 à 2015, en progression de 104,6 % dans le monde, de 88,1 % pour l'Union européenne et de 88,8 % pour la France[réf. incomplète].

## Historique
En 2008, l'industrie aéronautique s'est fixé comme objectif de baisser la consommation de carburant par passager de 1,5 % par an jusqu'en 2020, de plafonner les émissions à partir de 2020 « par une croissance neutre en carbone » et de réduire avant 2050 les émissions nettes de CO2 de 50 % par rapport aux niveaux de 2005,.
Le 6 octobre 2016 est fondé le programme CORSIA (en anglais : Carbon Offsetting and Reduction Scheme for International Aviation), au cours de la 39e assemblée générale de l'Organisation de l'aviation civile internationale (OACI).
Les compagnies aériennes offrent souvent à leurs passagers la possibilité, moyennant un paiement en sus, de compenser les émissions dues à leurs voyages en avion. Rares sont les compagnies qui, à l'instar de Nature Air (en) depuis 2008, et Harbour Air depuis 2007, sont neutres en carbone. Des start-up telle FlyPOP en 2016 visent également la neutralité carbone,.

## Processus

### Définition du programme
Le programme a été décrit comme « un compromis délicat entre toutes les personnes impliquées dans son élaboration ».
CORSIA est un programme de compensation carbone, pour la part des émissions n'ayant pu être réduite autrement. Il comporte trois étapes de mise en œuvre :
1. À partir de 2019, les opérateurs dépassant 10 000 t CO2/an sur les vols internationaux doivent rendre compte de leurs émissions sur base des consommations réelles de leur flotte. Un organisme de contrôle indépendant est chargé de vérifier les rapports fournis ;
2. De 2021 à 2026, seuls les vols entre États volontaires seront soumis à des compensations carbone ;
3. De 2027 à 2035, tous les vols concernés seront soumis aux compensations carbone.

L'objectif annoncé est une croissance neutre en carbone à partir de 2021, en prenant les émissions de 2020 comme référence,.
Pour atteindre cet objectif, le programme complète trois autres types de mesures :
- développement et utilisation d'aéronefs plus économes en carburant ;
- optimisation des opérations
- développement et utilisation de biocarburants. Les compagnies aériennes pourront réduire leur obligation de compensation si elles utilisent des carburants répondant à des critères de durabilité[18].

### Exceptions
Les vols au départ et à destination des pays les moins développés, des petits États insulaires en développement, des pays en développement sans littoral et des pays représentant moins de 0,5 % de l'activité internationale en 2018 sont exemptés, bien qu'ils aient la possibilité d'intégrer volontairement le programme. Les vols entre pays participants et pays non participants ne sont donc pas concernés.
Sont également exemptées des exigences de déclaration à CORSIA les compagnies dont les émissions de CO2 sont inférieures ou égales à 10 000 tonnes/an, ainsi que les appareils de petite taille ou humanitaires.
Cependant, tel qu'évoqué, tous les États membres de l'Organisation de l'aviation civile internationale (OACI) ayant « des exploitants d'avions effectuant des vols internationaux sont tenus de surveiller, de déclarer et de vérifier les émissions de CO2 provenant de ces vols chaque année à partir de 2019 ».
Les émissions générées par le transport aérien intérieur ne sont pas concernées par CORSIA. L'OACI argue que « les émissions provenant de l'aviation intérieure, comme d'autres sources intérieures, sont traitées dans le cadre de la Convention-cadre des Nations unies sur les changements climatiques (UNFCCC) et calculées au sein des inventaires nationaux de gaz à effet de serre et sont incluses dans les totaux nationaux (part des contributions déterminées au niveau national (CDN) (en)). »

### Mise en œuvre
CORSIA est susceptible d'entraîner une nouvelle demande importante de biocarburants et d'agrocarburants, très probablement produits à l'aide d'huile végétale hydrotraitée. L'huile de palme et son dérivé, le distillat d'acide gras de palme (PFAD, de l'anglais palm fatty acid distillate), constitueraient la ressource la plus vraisemblable. Neste est le premier producteur mondial de biocarburants pour l'aviation et a monté une usine à Singapour, au cœur de la région qui se consacre à la production d'huile de palme, en se fixant l'objectif d'occuper une place de chef de file mondial en matière de biocarburant pour l'aviation.
Le 18 février 2019, le Conseil européen a prié l'OACI de mettre CORSIA en œuvre rapidement et de « convenir d'un objectif à long terme lors de la prochaine assemblée » en septembre. Selon l'Air Transport Action Group, fédération d'industriels de l'aviation, les négociations de OACI dans ce sens pourraient prendre trois ans, ce qui amènerait à 2022.
Au 16 juillet 2019, 81 états représentant 77 % de l'activité aérienne internationale se sont portés volontaires. L'Inde et la Russie n'ont pas encore adhéré à CORSIA. L'Inde, qui possède quatre des cinq aéroports neutres en carbone du continent Asie-Pacifique à cette date et le premier aéroport au monde alimenté entièrement en énergie solaire, a attiré l'attention sur les « responsabilités différenciées » et la « nécessité d'assurer le transfert des ressources financières, le transfert et le déploiement des technologies et le soutien au développement des capacités aux pays en développement pour leur permettre d'entreprendre volontairement des plans d'action ».
S'attendant à ce que les émissions de CO2 de 2020 soient beaucoup plus faibles que prévu du fait de la pandémie de Covid-19, l'Association internationale du transport aérien (IATA) demande en avril 2020 que l'année de référence soit changée et propose de prendre 2019 comme nouvelle référence. Garder 2020 augmenterait en effet la quantité de CO2 à compenser et pénaliserait les compagnies. Plusieurs voix s'opposent à ce changement, arguant que Corsia est déjà un dispositif extrêmement faible. Lors de sa 40e assemblée de juin 2020, le Conseil de l'OACI a décidé que les émissions de 2019 serviront de référence pendant la phase pilote allant de 2021 à 2023, « pour éviter que l’industrie de l’aviation n’ait à supporter un fardeau économique inapproprié ».

## Critiques
Du fait des nombreuses exemptions prévues par l’OACI, CORSIA ne devrait concerner qu'environ 75 % des émissions,.
CORSIA créera une demande importante de biocarburants, alors qu'il est largement reconnu à l'heure actuelle que la plupart de ceux-ci, en particulier ceux issus de l'huile de palme, produisent davantage d'émissions que les combustibles fossiles qu'ils remplacent[réf. à confirmer]. Ils sont, de plus, une cause majeure de perte de biodiversité et de déforestation.
Le 15 février 2019, l'Organisation de l'aviation civile internationale (OACI) a annoncé un accord[Lequel ?] portant sur les biocarburants dans l'aviation, ou carburants de substitution (aviation biofuel / alternative fuels) dans le but de réduire les compensations induites, mais les détails sur la manière d'atteindre l'objectif de réduction de moitié des émissions de 2005 d'ici 2050 restent vagues[citation nécessaire]. Ainsi ont été jugés admissibles des combustibles fossiles produits à partir des puits de pétrole les plus récents, ou avec un traitement plus efficace dans les raffineries, seraient acceptés. Il a également été décidé que les biocarburants d'aviation provenant de diverses ressources alimentaires, dont l'huile de palme — la source la plus probable — pourraient être utilisés.
Selon Transport et Environnement, la certification des sources de biocarburants admissibles dans le cadre de CORSIA serait laxiste, comparée au système communautaire d'échange de quotas d'émission. Sur les douze conditions initialement considérées à la certification d'exploitations de biocarburants, seules deux ont été retenues par l'OACI, sous la pression des États-Unis et du Brésil, laissant la voie libre aux exploitations non durables.
Outre ce laxisme, les compensations forestières, qui prédomineront très probablement, ont été jugées inefficaces par beaucoup. Les incendies, les sécheresses, les ravageurs, l'exploitation forestière illégale et la dynamique géopolitique rendent impossible toute mesure, vérification ou garantie de quelque façon que ce soit de la séquestration du carbone forestier dans le temps. Ainsi, selon un rapport remis à la Commission européenne, seuls 2 % des projets entrant dans le mécanisme de développement propre de l'ONU peuvent garantir leur efficacité. En outre, de nombreux projets de compensation forestière ont entraîné des violations des droits de l'homme.
CORSIA établit donc un marché mondial des compensations avec des normes faibles[citation nécessaire], à un moment où des réductions drastiques, et non des compensations peu fiables, sont essentielles. Le secteur aérien a pourtant été exclu du champ des négociations climatiques de la Convention-cadre des Nations unies sur les changements climatiques (CCNUCC), malgré son empreinte carbone en constante augmentation, empreinte « que les progrès technologiques et organisationnels s’avèrent aujourd’hui incapables de contenir » et alors que le sentiment de honte de prendre l'avion émerge, en Suède notamment.
La compensation détourne l'attention normalement centrée sur la réduction des émissions vers l'échange de droits d'émission.[Information douteuse]
Bien que le programme puisse couvrir un pourcentage important des émissions dues à l'expansion future de l'aviation internationale, il ne contribue pas pleinement à une « croissance neutre en carbone ». CORSIA n'a pas non plus fixé de limite supérieure pour les émissions liées à l'aviation qui peuvent être produites par un exploitant aérien ou un pays[réf. souhaitée].
Face à ces doutes, l'Union européenne souhaite mettre fin aux exemptions de taxes et à l'attribution gratuite de permis d'émissions aux compagnies aériennes dans le cadre du système communautaire d'échange de quotas d'émission. En mars 2020, la Commission européenne annonce qu'elle envisage de commencer à leur imposer l'utilisation de carburants alternatifs durables.